# Staten Island (film)
Staten Island (ook bekend als Little New York ) is een misdaadfilm uit 2009, geschreven en geregisseerd door James DeMonaco. De hoofdrollen worden vertolkt door Ethan Hawke, Vincent D'Onofrio, en Seymour Cassel, drie inwoners van Staten Island wier paden elkaar kruisen door een misdaad. Nadat de bioscoopfilm in New York matig bezocht was, verscheen hij in december 2009 op dvd en blu-ray.

## Rolverdeling
- Ethan Hawke als Sully Halverson
- Vincent D'Onofrio als Parmie Tarzo
- Seymour Cassel als Jasper Sabiano
- Julianne Nicholson als Mary Halverson